# Кетчум (Айдахо)
Кетчум (англ. Ketchum) — місто на північному заході США, штат Айдахо. Населення близько 3 тис. осіб (2000).
Місто утворився на початку XX століття як поселення робітників з сусідньої шахти. Однак, після відкриття в 1936 гірськолижного курорту Сан-Валлі, це місце стало притягувати велику кількість відомих людей. Нині місто продовжує залишатися популярним місцем відпочинку серед американців. В околицях Кетчума, у лісах та гірських долинах розвивається пішохідний туризм, тріал, гірськолижний спорт. Річки та озера цікаві для шанувальників рибної ловлі.

## Географія
Кетчум розташований за координатами 43°41′32″ пн. ш. 114°22′58″ зх. д. / 43.69222° пн. ш. 114.38278° зх. д. (43.692245, -114.382687).  За даними Бюро перепису населення США в 2010 році місто мало площу 7,96 км², з яких 7,89 км² — суходіл та 0,07 км² — водойми. В 2017 році площа становила 8,43 км², з яких 8,31 км² — суходіл та 0,12 км² — водойми.

### Клімат
Місто знаходиться у зоні, котра характеризується континентальним субарктичним кліматом. Найтепліший місяць — липень із середньою температурою 13.1 °C (55.5 °F). Найхолодніший місяць — грудень, із середньою температурою -9.1 °С (15.7 °F).
| Клімат Кетчума          | Клімат Кетчума | Клімат Кетчума | Клімат Кетчума | Клімат Кетчума | Клімат Кетчума | Клімат Кетчума | Клімат Кетчума | Клімат Кетчума | Клімат Кетчума | Клімат Кетчума | Клімат Кетчума | Клімат Кетчума | Клімат Кетчума |
| Показник                | Січ.           | Лют.           | Бер.           | Квіт.          | Трав.          | Черв.          | Лип.           | Серп.          | Вер.           | Жовт.          | Лист.          | Груд.          | Рік            |
| Абсолютний максимум, °C | 13,9           | 13,3           | 15             | 22,8           | 26,7           | 30,6           | 35             | 36,1           | 29,4           | 26,1           | 17,8           | 12,8           | 36,1           |
| Середній максимум, °C   | −0,2           | 1,4            | 3,8            | 7,2            | 13,8           | 18,6           | 24,6           | 24,7           | 19,3           | 12,9           | 3,9            | −1,4           | 10,7           |
| Середня температура, °C | −7,9           | −6,9           | −4,5           | −0,5           | 5,2            | 9,3            | 13,1           | 12,8           | 8,3            | 3,6            | −3,8           | −9,1           | 1,6            |
| Середній мінімум, °C    | −15,3          | −15,3          | −12,8          | −8,1           | −3,5           | −0,3           | 1,5            | 1,2            | −2,8           | −5,8           | −11,6          | −16,6          | −7,4           |
| Абсолютний мінімум, °C  | −33,3          | −32,2          | −29,4          | −21,1          | −15,6          | −9,4           | −7,2           | −7,8           | −12,2          | −23,3          | −35,6          | −39,4          | −39,4          |
| Норма опадів, мм        | 90             | 62             | 69             | 44             | 39             | 51             | 24             | 25             | 28             | 35             | 66             | 94             | 628            |
| Днів з опадами          | 10             | 8              | 9              | 7              | 7              | 9              | 5              | 5              | 5              | 6              | 8              | 12             | 91             |
| ----------------------- | -------------- | -------------- | -------------- | -------------- | -------------- | -------------- | -------------- | -------------- | -------------- | -------------- | -------------- | -------------- | -------------- |
| Джерело: Weatherbase    |                |                |                |                |                |                |                |                |                |                |                |                |                |

## Демографія

### Перепис 2010 року
Згідно з переписом 2010 року, у місті проживало 2 689 осіб у 1 431 домогосподарствах у складі 583 родин. Густота населення становила 340,4 особи/км². Було 3 564 помешкання, середня густота яких становила 451,2/км². Расовий склад міста: 90,9 % білих, 0,1 % афроамериканців, 0,1 % індіанців, 1,3 % азіатів, 6,5 % інших рас, а також 1,0 % людей, які зараховують себе до двох або більше рас. Іспанці та латиноамериканці незалежно від раси становили 9,1 % населення.
Із 1 431 домогосподарства 15,7 % мали дітей віком до 18 років, які жили з батьками; 33,2 % були подружжями, які жили разом; 5,0 % мали господиню без чоловіка; 2,6 % мали господаря без дружини і 59,3 % не були родинами. 44,1 % домогосподарств складалися з однієї особи, у тому числі 11,5 % віком 65 і більше років. У середньому на домогосподарство припадало 1,88 мешканця, а середній розмір родини становив 2,63 особи.
Середній вік жителів міста становив 44 року. Із них 14,3 % були віком до 18 років; 5,8 % — від 18 до 24; 31,4 % від 25 до 44; 32,3 % від 45 до 64 і 16,3 % — 65 років або старші. Статевий склад населення: 52,0 % — чоловіки і 48,0 % — жінки.
Середній дохід на одне домашнє господарство  становив 75 068 доларів США (медіана — 50 319), а середній дохід на одну сім'ю — 110 381 долар (медіана — 74 517). Медіана доходів становила 42 326 доларів для чоловіків та 28 693 долари для жінок. За межею бідності перебувало 3,8 % осіб, у тому числі 0,0 % дітей у віці до 18 років та 6,1 % осіб у віці 65 років та старших.
Цивільне працевлаштоване населення становило 1723 особи. Основні галузі зайнятості: мистецтво, розваги та відпочинок — 20,8 %, науковці, спеціалісти, менеджери — 19,0 %, роздрібна торгівля — 16,5 %.

### Перепис 2000 року
Згідно з переписом 2000 року, у місті проживало 3 003 осіб у 1 582 домогосподарствах у складі 607 родин. Густота населення становила 382,7 особи/км². Було 2 920 помешкань, середня густота яких становила 372,1/км². Расовий склад міста: 94,74 % білих, 0,27 % індіанців, 0,57 % азіатів, 0,17 % тихоокеанських остров'ян, 2,33 % інших рас і 1,93 % людей, які зараховують себе до двох або більше рас. Іспанці та латиноамериканці незалежно від раси становили 4,90 % населення.
Із 1 582 домогосподарств 14,2 % мали дітей віком до 18 років, які жили з батьками; 30,1 % були подружжями, які жили разом; 5,6 % мали господиню без чоловіка, і 61,6 % не були родинами. 42,2 % домогосподарств складалися з однієї особи, у тому числі 6,8 % віком 65 і більше років. У середньому на домогосподарство припадало 1,90 мешканця, а середній розмір родини становив 2,60 особи.
Віковий склад населення: 12,5 % віком до 18 років, 9,4 % від 18 до 24, 37,6 % від 25 до 44, 31,1 % від 45 до 64 і 9,4 % років і старші. Середній вік жителів — 39 років. Статевий склад населення: 53,7 % — чоловіки і 46,3 % — жінки.
Середній дохід домогосподарств у місті становив US$45 457, родин — $73 750. Середній дохід чоловіків становив $31 712 проти $27 857 у жінок. Дохід на душу населення в місті був $41 798. Приблизно 3,5 % родин і 8,9 % населення перебували за межею бідності, включаючи 10,9 % віком до 18 років і 6,6 % від 65 і старших.

## Відомі люди

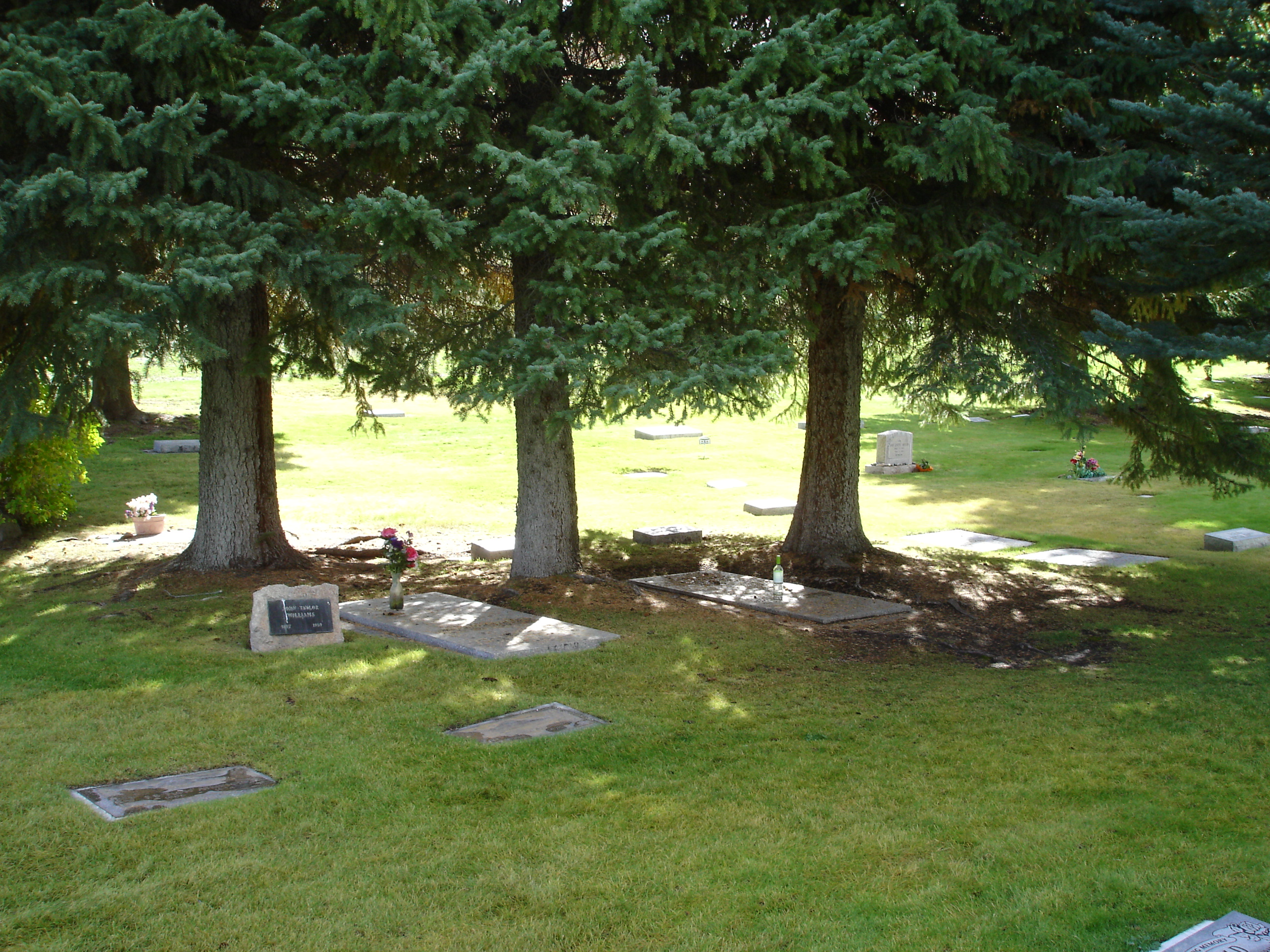
Могили Ернеста Гемінґвея та його дружини.

В свій час у Кетчумі відпочивали Клінт Іствуд, Гері Купер, Демі Мур, Брюс Вілліс, Арнольд Шварценеггер, Том Генкс та інші. Найбільшу популярність містечку приніс Ернест Гемінґвей, який мав тут будинок. Письменник у ньому прожив свої останні місяці та був похований на місцевому цвинтарі.